# 掃部山公園

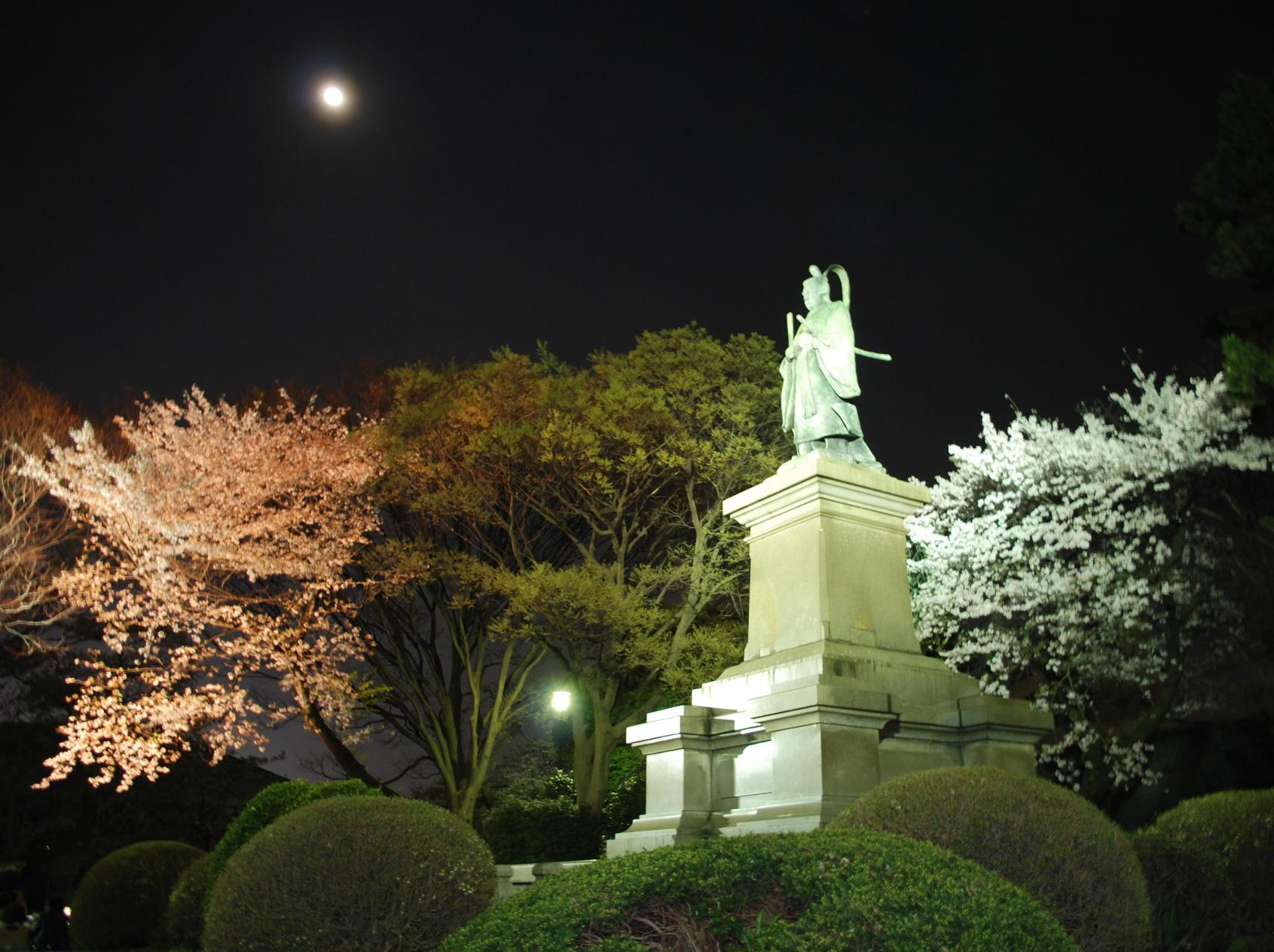
夜桜と井伊直弼像

掃部山公園（かもんやまこうえん）は、神奈川県横浜市西区紅葉ケ丘にある公園。横浜みなとみらい21を見下ろす高台にあり、園内には横浜開港に関わった井伊直弼の銅像が立つ。桜の名所としても有名である。

## 概要
江戸時代までは海に面した高台で、不動山と呼ばれていた。
明治初期、新橋駅 - 横浜駅（現・桜木町駅）間の鉄道開通に携わったエドモンド・モレルなど外国人鉄道技師の官舎が建てられ、開通後も鉄道用地として利用していたことから、鉄道山と呼ばれた。
1884年（明治17年）に旧彦根藩士が買い取って井伊家の所有となり、1909年（明治42年）、横浜開港50年記念に井伊直弼の銅像が建立された。除幕式の際、井伊を開国の恩人とした銅像の建立趣意書に反発し、山縣有朋、伊藤博文、松方正義、井上馨は欠席した。以後、直弼の官位である掃部頭（かもんのかみ）から、掃部山と呼ぶようになった。
1914年（大正3年）、井伊家より横浜市へ寄付され、掃部山公園として整備された。第二次世界大戦中には政府の金属回収指示によって銅像は取り払われたが、1954年（昭和29年）に開国100周年を記念して横浜市が再建している。
園内には約200本の桜が植えられ、1996年（平成8年）には公園の一角に横浜能楽堂が建設された。
掃部山公園の花見：

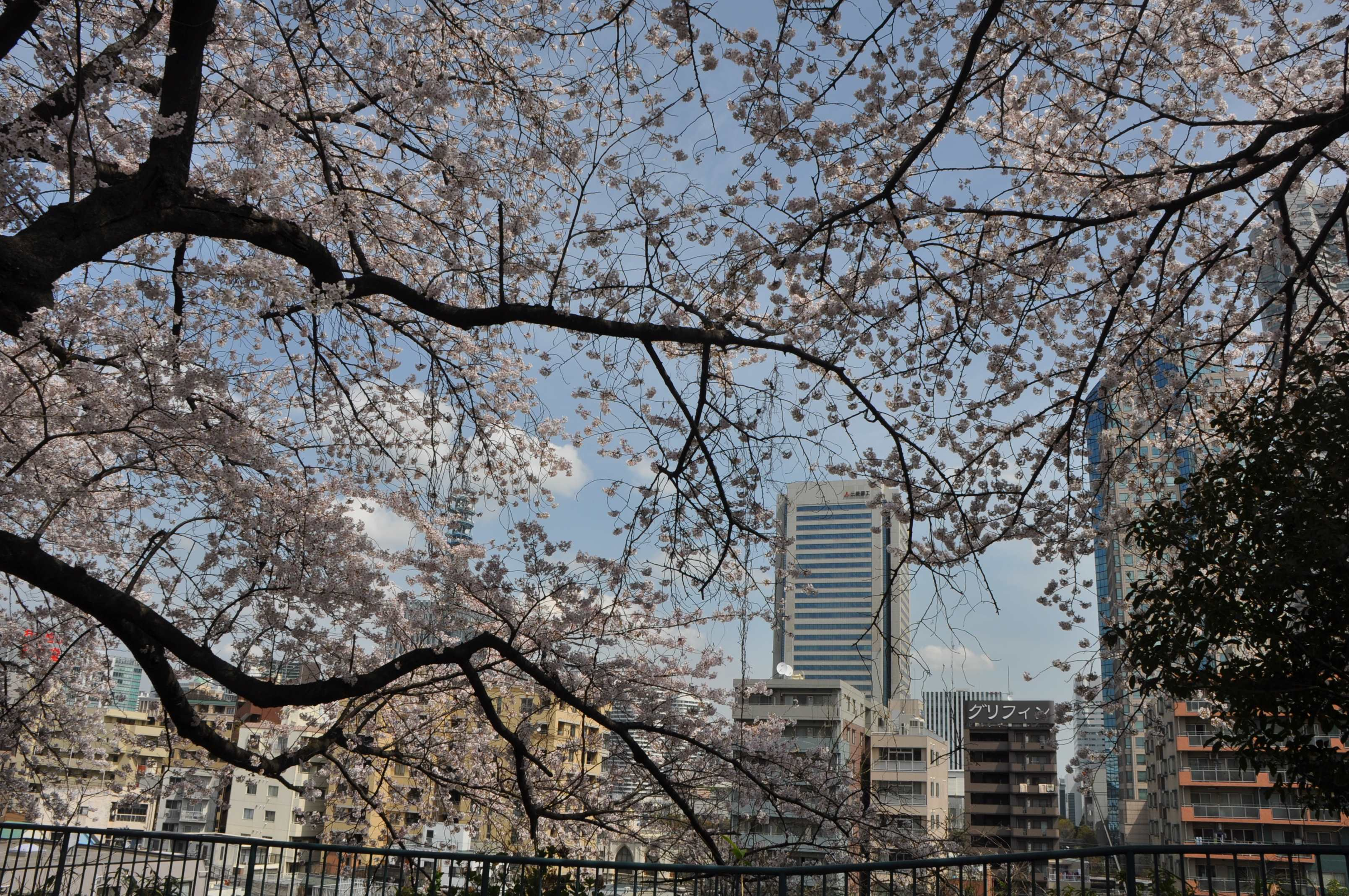
掃部山公園の桜。みなとみらい21方向を望む。
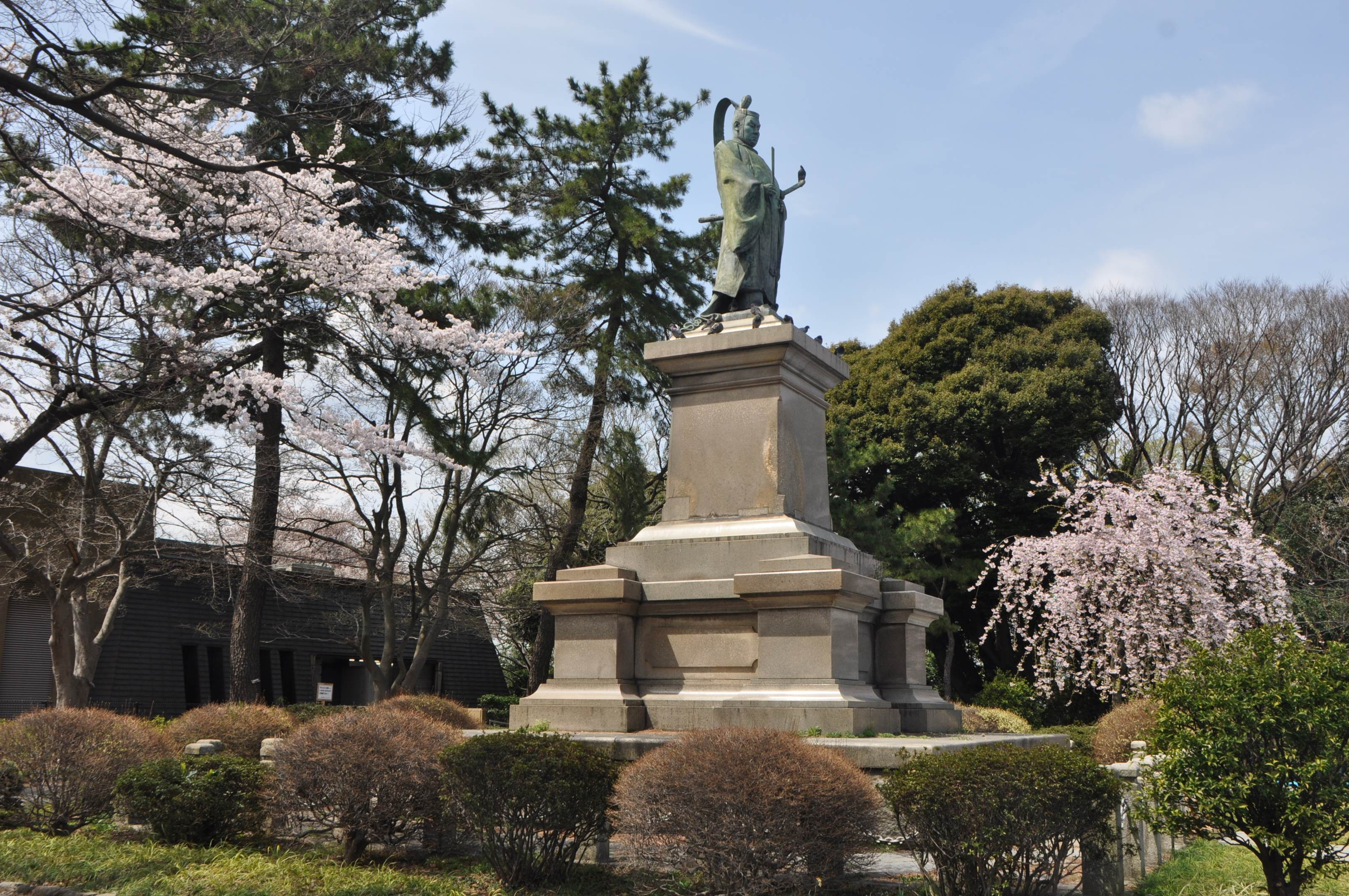
掃部山公園の桜
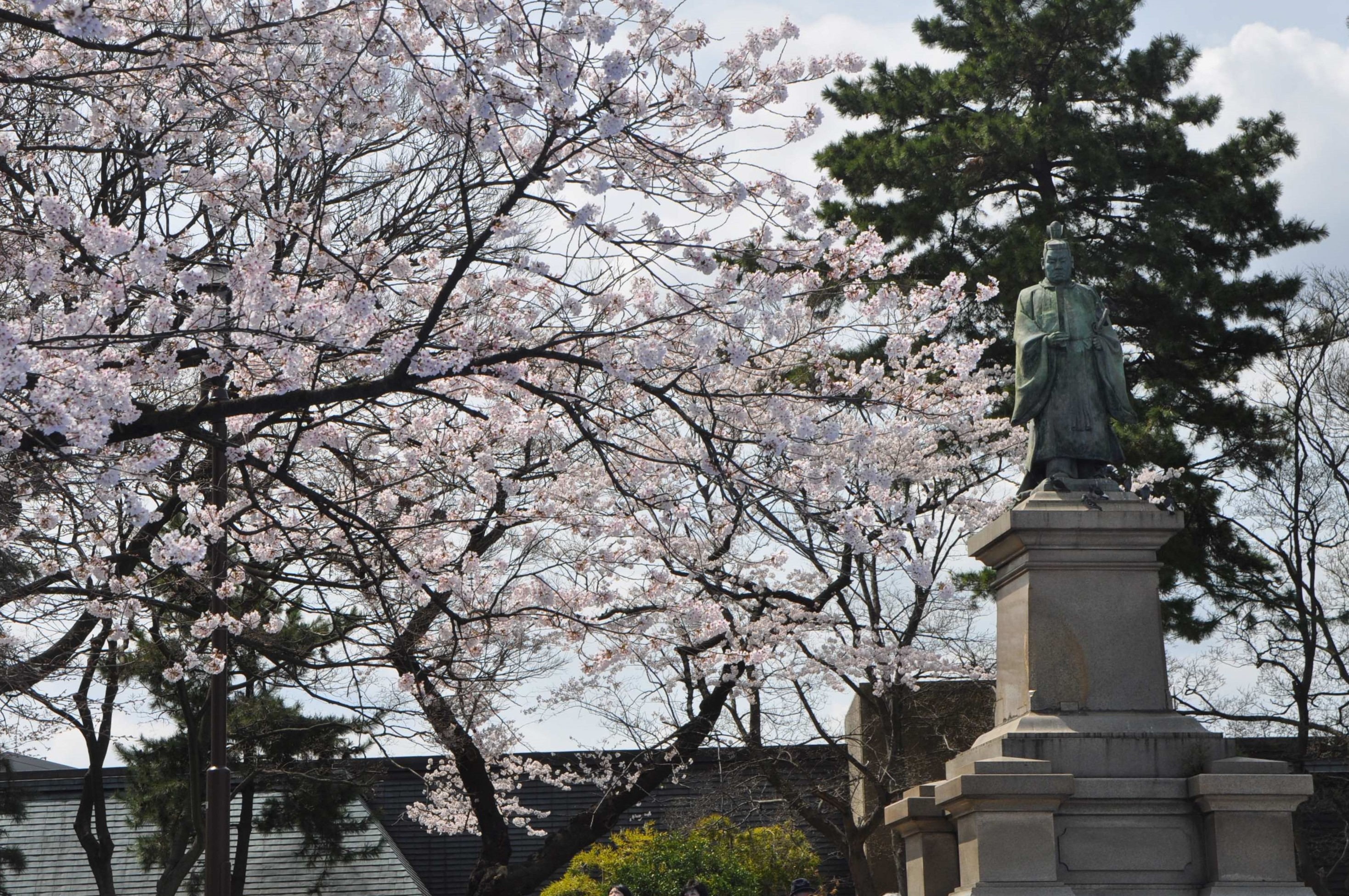
掃部山公園の桜と井伊直弼像
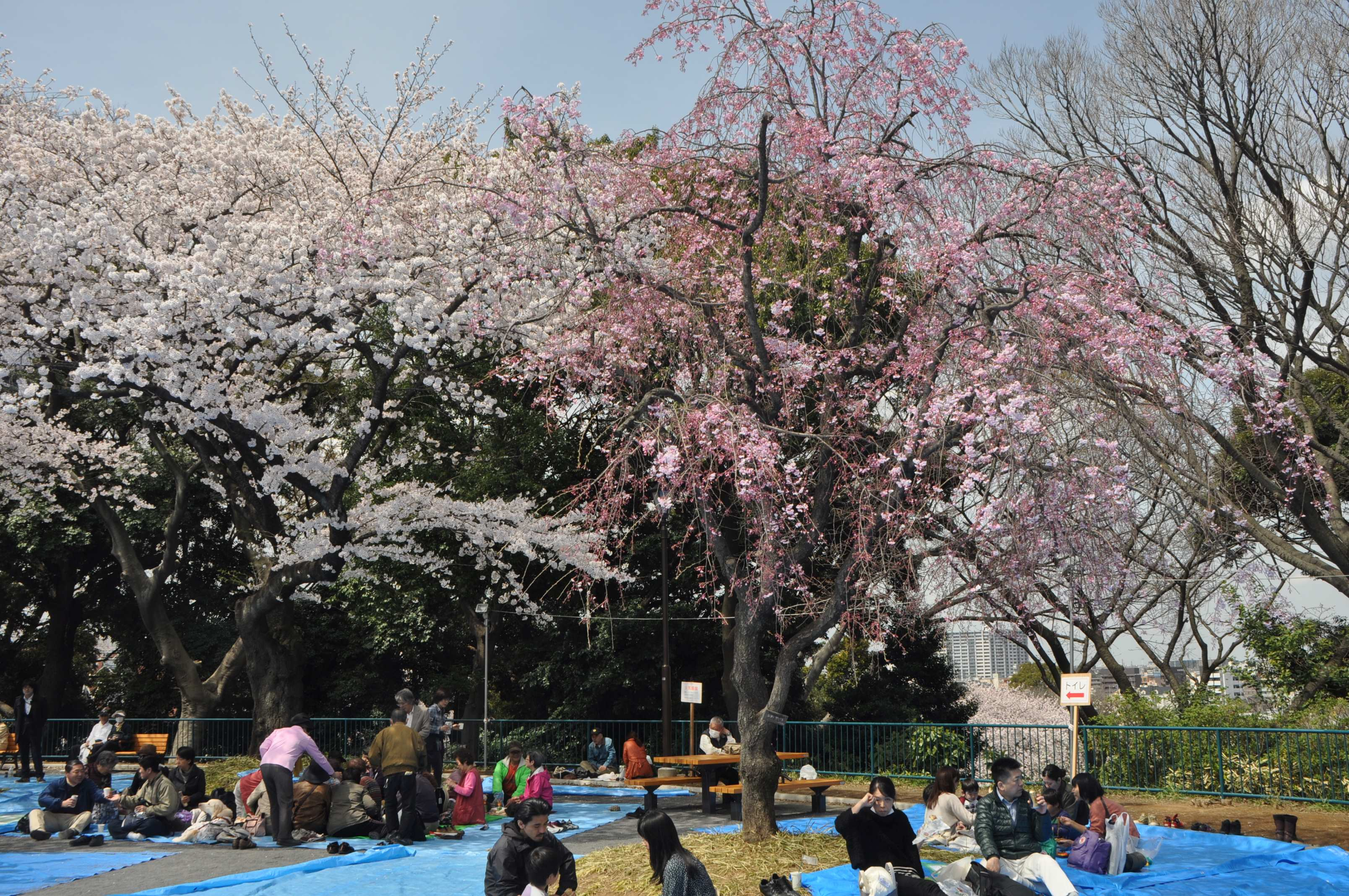
掃部山公園で花見を楽しむ市民

## 井伊直弼像および台座
園内に立っている井伊直弼像は1909年（明治42年）6月26日に竣工した。元々は記念碑を建立する計画が1881年（明治14年）に発起されたが、1903年（明治36年）にいたって銅像建立に変更された。1909年に竣工し同年の7月11日14時半より除幕式が行われた。高さは1丈2尺（3m60cm）で、「正四位上左近衛権中将」の正装をしている。原型作者は工学士の藤田文蔵、鋳造者は岡崎雪聲。台石は工学博士の妻木頼黄の設計で高さ2丈2尺（6m60cm）。
1923年の関東大震災では倒壊を免れたものの、振動で南に25度向きを変えた。銅像部分は、1943年（昭和18年）に金属回収によって撤去されたが、戦後の1954年（昭和29年）に再建された。1954年（昭和29年）が横浜開港100周年に当たることから、記念行事の一環として銅像を再興する動きがあり、神奈川県・横浜市・商工会、さらに市民の協賛を得て計画が実行に移された。前年の12月、実行委員会は保土ヶ谷区天王町在住の彫刻家慶寺丹長父子に銅像再鋳を依頼した。東京の井伊家菩提寺である豪徳寺の井伊直弼の彫刻を基礎として先の銅像の原寸大に拡大し、可能な限り元の彫刻と合致するように苦心した。新しい銅像は、1954年（昭和29年）5月20日に完成し、据え付けられた。
1990年以降、横浜みなとみらい21の開発により、井伊直弼像は、ランドマークタワー等の高層ビルを見届けているような位置関係となった。
台座部分は、2012年（平成24年）3月28日に横浜市認定歴史的建造物に認定された。
掃部山公園は山の底辺から山頂までを公園としており、昇り降りには運動量を要する。井伊直弼像は山頂付近の広場の一角に据えられており、見学は横浜能楽堂の側から入るのが楽である。

## 所在地・交通
神奈川県横浜市西区紅葉ケ丘57
- JR根岸線、横浜市営地下鉄ブルーライン 桜木町駅より徒歩12分。
- 京浜急行 日ノ出町駅より徒歩15分。

## 周辺
- 横浜道
- 岩亀横丁
- 神奈川県立青少年センター
- 神奈川県立図書館
- 神奈川県立音楽堂
- 紅葉坂